# Discografia de Ludmilla
A discografia de Ludmilla, uma cantora e compositora brasileira, compreende em três álbuns de estúdios, três de vídeo, três extended plays e uma gama de videoclipes musicais. No início de 2014, assinou contrato com a Warner Music Brasil, e retirou o "MC" do nome antes de lançar seu primeiro álbum com a gravadora. Em 2014, Ludmilla lançou a música de sucesso "Hoje", que fez parte da trilha sonora da novela Império da TV Globo, e seu respectivo clipe. Hoje também é o nome do álbum de Ludmilla lançado no mesmo ano. O disco inclui também as músicas "Sem Querer", "Garota Recalcada", "Fala Mal de Mim", "Se Eu Descobrir", "Amor Não É Oi" e "Seu Tempo Acabou".

## Álbuns

### Álbuns de estúdio
| Álbum           | Detalhes                                                                                 | Vendas      | Certificações  |
| --------------- | ---------------------------------------------------------------------------------------- | ----------- | -------------- |
| Hoje            | - Lançamento: 26 de agosto de 2014 - Formatos: CD, download digital - Gravadora: Warner  | - : 640.000 | - : 3× Platina |
| A Danada Sou Eu | - Lançamento: 21 de outubro de 2016 - Formatos: CD, download digital - Gravadora: Warner | - : 160.000 | - : 2× Platina |
| Hello Mundo     | - Lançamento: 9 de agosto de 2019 - Formatos: CD, download digital - Gravadora: Warner   |             |                |
| Numanice 2      | - Lançamento: 26 de janeiro de 2022 - Formatos: Download digital - Gravadora: Warner     |             | : Ouro         |
| Vilã            | - Lançamento: 24 de março de 2023 - Formatos: Download digital - Gravadora: Warner       |             |                |

### Álbuns ao vivo
| Álbum                | Detalhes                                                                                         | Vendas      | Certificações  |
| -------------------- | ------------------------------------------------------------------------------------------------ | ----------- | -------------- |
| Hello Mundo: Ao Vivo | - Lançamento: 31 de maio de 2019 - Formatos: CD/DVD, download digital - Gravadora: Warner        | - : 160.000 | - : 2× Platina |
| Numanice: Ao Vivo    | - Lançamento: 29 de fevereiro de 2021 - Formatos: Download digital - Gravadora: Warner           | - : 80.000  | - : Platina    |
| Numanice 2: Ao Vivo  | - Lançamento: 23 de agosto de 2022 - Formatos: Download digital - Gravadora: Warner              |             | - : Ouro       |
| Numanice 3: Ao Vivo  | - Lançamento: 20 de fevereiro de 2024 - Formatos: Download digital - Gravadora: Ludmilla Records |             | - : 2× Platina |

### Extended plays(EPs)
| Álbum           | Detalhes                                                                                        |
| --------------- | ----------------------------------------------------------------------------------------------- |
| MC Beyoncé      | - Lançamento: 12 de dezembro de 2012 - Formatos: Download digital - Gravadora: Berger Produções |
| Fala Mal de Mim | - Lançamento: 29 de abril de 2014 - Formatos: Download digital - Gravadora: Warner              |
| Numanice        | - Lançamento: 24 de abril de 2020 - Formatos: Download digital - Gravadora: Warner              |
| Back to Be      | - Lançamento: 23 de março de 2022 - Formatos: Download digital - Gravadora: Warner              |
| Vilã Live       | - Lançamento: 31 de agosto de 2023 - Formatos: Download digital - Gravadora: Warner             |

## Singles

### Como artista principal
| "Fala Mal de Mim"                                                               | 2012 | —  | —   |                             | MC Beyoncé                |
| "Sem Querer"                                                                    | 2014 | 43 | —   |                             | Hoje                      |
| "Hoje"                                                                          | 2014 | 15 | —   |                             | Hoje                      |
| "Te Ensinei Certin"                                                             | 2015 | 41 | —   |                             | Hoje                      |
| "Não Quero Mais"                                                                | 2015 | 28 | —   |                             | Hoje                      |
| "24 Horas por Dia"                                                              | 2015 | 46 | —   |                             | Hoje                      |
| "Bom"                                                                           | 2016 | 27 | —   | - : 2× Platina              | A Danada Sou Eu           |
| "Sou Eu"                                                                        | 2016 | 45 | —   | - : Platina                 | A Danada Sou Eu           |
| "Cheguei"                                                                       | 2017 | 46 | 41  | - : Diamante - : Platina    | A Danada Sou Eu           |
| "Tipo Crazy" (part. Jeremih)                                                    | 2017 | 65 | —   |                             | A Danada Sou Eu           |
| "Solta a Batida"                                                                | 2018 | 55 | —   |                             | Adicionado à nenhum álbum |
| "Não Encosta" (com DJ Will 22)                                                  | 2018 | —  | —   |                             | Adicionado à nenhum álbum |
| "Din Din Din" (part. MC Pupio e MC Doguinha)                                    | 2018 | —  | 7   | - : 3× Diamante - : Platina | Adicionado à nenhum álbum |
| "Jogando Sujo"                                                                  | 2018 | 75 | —   | - : 2× Diamante             | Hello Mundo               |
| "Clichê" (part. Felipe Araújo)                                                  | 2018 | 32 | —   | - : Diamante                | Adicionado à nenhum álbum |
| "Favela Chegou" (part. Anitta)                                                  | 2019 | 95 | 64  | - : Diamante                | Hello Mundo               |
| "A Boba Fui Eu" (part. Jão)                                                     | 2019 | 54 | —   | - : Platina                 | Hello Mundo               |
| "Onda Diferente" (com Anitta e Snoop Dogg, part. Papatinho)                     | 2019 | 64 | 49  | - : Diamante                | Kisses                    |
| "Melhor pra Mim"                                                                | 2019 | —  | —   |                             | Adicionado à nenhum álbum |
| "Flash"                                                                         | 2019 | —  | —   |                             | Hello Mundo               |
| "Verdinha"                                                                      | 2019 | —  | 128 | - : Diamante                | Adicionado à nenhum álbum |
| "Pulando na Pipoca" (com Ivete Sangalo)                                         | 2020 | —  | —   | - : Ouro                    | Adicionado à nenhum álbum |
| "Amor Difícil"                                                                  | 2020 | 85 | —   |                             | Numanice – EP             |
| "Cobra Venenosa" (part. DJ Will22)                                              | 2020 | —  | —   | - : Platina                 | Adicionado à nenhum álbum |
| "Rainha da Favela"                                                              | 2020 | —  | 123 | - : Diamante                | Adicionado à nenhum álbum |
| "I Love You Too" (part. Orochi)                                                 | 2020 | —  | —   | - : Ouro                    | Numanice: Ao Vivo         |
| "Ela Não"                                                                       | 2021 | 77 | —   | - : Platina                 | Numanice: Ao Vivo         |
| "Não é Por Maldade" (part. Sorriso Maroto)                                      | 2021 | —  | —   |                             | Numanice: Ao Vivo         |
| "Gato Siamês" (com Xamã)                                                        | 2021 | —  | —   | - : 2× Platina              | Adicionado à nenhum álbum |
| "Socadona" (part. Mariah Angeliq, Topo La Maskara feat. Mr. Vegas)              | 2021 | 18 | 50  | - : Diamante                | Adicionado à nenhum álbum |
| "Maldivas"                                                                      | 2022 | 86 | —   | - : 2× Platina              | Numanice 2                |
| "Insônia" (part. Marília Mendonça)                                              | 2022 | 77 | —   |                             | Numanice 2: Ao Vivo       |
| "Sinais de Fogo" (part. Péricles)                                               | 2022 | —  | —   |                             | Numanice 2: Ao Vivo       |
| "Meu Desapego"                                                                  | 2022 | —  | —   |                             | Numanice 2: Ao Vivo       |
| "Tic Tac" (part. Sean Paul)                                                     | 2022 | —  | —   |                             | Adicionado à nenhum álbum |
| "Sou Má" (part. Tasha & Tracie)                                                 | 2023 | —  | —   |                             | Vilã                      |
| "Nasci Pra Vencer" (part. Dallass)                                              | 2023 | —  | —   |                             | Vilã                      |
| "Brigas Demais" (part. Delacruz, Gaab)                                          | 2023 | 62 | —   |                             | Vilã                      |
| "Dia de Fluxo" (com AgroPlay e Ana Castela)                                     | 2023 | 5  | —   |                             | Adicionado à nenhum álbum |
| "Maliciosa"                                                                     | 2024 | 15 | —   |                             | Numanice 3: Ao Vivo       |
| "Falta de Mim" (com Mari Fernandez)                                             | 2024 | 50 | —   |                             | Numanice 3: Ao Vivo       |
| "26 de Dezembro" (Com Belo)                                                     | 2024 |    |     |                             | Numanice 3: Ao Vivo       |
| "Sim Ou Não" (Com Veigh)                                                        | 2024 |    |     |                             | Numanice 3: Ao Vivo       |
| "1%" (Com Vitinho)                                                              | 2024 |    |     |                             | Numanice 3: Ao Vivo       |
| "Piña Colada" (Com Ryan Castro)                                                 | 2024 |    |     |                             | Adicionado à nenhum álbum |
| "Saudade da Gente" (Com Caio Luccas ou Grupo BalacoBaco)                        | 2024 |    |     |                             | Numanice 3: Ao Vivo       |
| "Sua Preferida" (Com MC Kevin O Chris, WIU)                                     | 2024 |    |     |                             | Adicionado à nenhum álbum |
| "—" denota singles que não entraram nas paradas musicais ou não foram lançados. |      |    |     |                             |                           |

### Como artista convidada
| "Fiu Fiu" (MC Magrinho part. Ludmilla)                                          | 2012 | —  | —  |          | Oh Deejay                  |
| "Sem Noção" (Tubarão part. Ludmilla)                                            | 2016 | —  | —  |          | Faz a Festa Funk           |
| "Não Me Toca" (Zé Felipe part. Ludmilla)                                        | 2016 | 1  | —  |          | Proibido é Mais Gostoso    |
| "Melhor Assim" (Biel part. Ludmilla)                                            | 2016 | 53 | —  |          | Juntos Vamos Além          |
| "Você Gosta Assim" (Gabily part. Ludmilla)                                      | 2017 | 88 | —  |          | Adicionado à nenhum álbum  |
| "Otra Vez" (Remix) (Zion & Lennox part. Ludmilla)                               | 2017 | —  | —  |          | Adicionado à nenhum álbum  |
| "Rainha" (Remix) (Virgul part. Ludmilla)                                        | 2017 | —  | —  |          | Saber Aceitar              |
| "Só Vem!" (Thiaguinho part. Ludmilla)                                           | 2017 | 29 | —  |          | Só Vem! (Ao Vivo)          |
| "Não Vou Parar" (Funtastic part. Ludmilla)                                      | 2018 | —  | —  |          | Adicionado à nenhum álbum  |
| "Batom" (MC Kekel part. Ludmilla)                                               | 2018 | —  | —  |          | Adicionado à nenhum álbum  |
| "OMG" (Maejor part. Ludmilla e Bia)                                             | 2018 | —  | —  |          | Adicionado à nenhum álbum  |
| "Malokera" (MC Lan, Skrillex e Troyboi part. Ludmilla e Ty Dolla Sign)          | 2019 | —  | —  |          | Adicionado à nenhum álbum  |
| "Qualidade de Vida" (Simone & Simaria part. Ludmilla)                           | 2019 | 18 | —  |          | Aperte o Play              |
| "Um Pôr do Sol na Praia" (Silva part. Ludmilla)                                 | 2019 | —  | —  |          | Adicionado à nenhum álbum  |
| "Sol das Seis" (Leo Chaves part. Ludmilla)                                      | 2019 | 30 | —  |          | Adicionado à nenhum álbum  |
| "Sacanagenzinha" (Harmonia do Samba part. Ludmilla)                             | 2020 | —  | —  |          | Adicionado à nenhum álbum  |
| "Sem Limites" (WC no Beat part. Ludmilla e Vitão)                               | 2020 | —  | —  |          | Adicionado à nenhum álbum  |
| "Tua Raivinha" (Cabrera part. Joey Montana e Ludmilla)                          | 2020 | —  | —  |          | Adicionado à nenhum álbum  |
| "Deixa de Onda" (Dennis DJ part. Ludmilla e Xamã)                               | 2021 | —  | 60 |          | Adicionado à nenhum álbum  |
| "Vamos Com Tudo" (David Carreira part. Ludmilla, Giulia Be e Preto Show)        | 2021 | —  | 9  |          | Adicionado à nenhum álbum  |
| "Café da Manhã ;P" (Luísa Sonza part. Ludmilla)                                 | 2022 | 14 | 64 |          | Doce 22                    |
| "Voltar pra Mim" (Sandy part. Ludmilla)                                         | 2022 | —  | —  |          | Nós, Voz Eles 2            |
| "No Se Ve" (Emilia part. Ludmilla)                                              | 2023 | 77 | —  | - : Ouro | .MP3                       |
| "Ainda gosto de Você/Já Era" (Sorriso Maroto part. Ludmilla e Belo)             | 2023 | 95 | —  |          | Sorriso Eu Gosto no Pagode |
| "Macetando" (Ivete Sangalo part. Ludmilla)                                      | 2023 | 1  | 3  |          | ReIvete-Se                 |
| "—" denota singles que não entraram nas paradas musicais ou não foram lançados. |      |    |    |          |                            |

### Singlespromocionais
| Título                                        | Ano  | Álbum                     |
| --------------------------------------------- | ---- | ------------------------- |
| "Abstinência" (part. Filipe Ret)              | 2016 | A Danada Sou Eu           |
| "Tá Tudo Errado"                              | 2016 | A Danada Sou Eu           |
| "Vem Amor"                                    | 2019 | Hello Mundo               |
| "Medley Lud Session #1" (part. Xamã)          | 2021 | Adicionado à nenhum álbum |
| "Medley Lud Session #2" (part. Gloria Groove) | 2021 | Adicionado à nenhum álbum |
| "Medley Lud Session #3" (part. Luísa Sonza)   | 2022 | Adicionado à nenhum álbum |
| "Por Causa de Você" (versão editada)          | 2022 | Numanice 2: Ao Vivo       |

## Outras aparições
| Ano  | Título                                                                | Outro(s) artista(s)          | Álbum                              |
| ---- | --------------------------------------------------------------------- | ---------------------------- | ---------------------------------- |
| 2015 | "Vacilo"                                                              | Os Travessos                 | 20 Anos: Ao Vivo                   |
| 2015 | "Implacável"                                                          | Buchecha                     | Funk Pop                           |
| 2016 | "Polivalência"                                                        | Molejo                       | 25 Anos #obaileesemparar (Ao Vivo) |
| 2016 | "Bonde das Divas"                                                     | Ana Clara                    | Abençoada                          |
| 2016 | "Tá Tudo Errado"                                                      | —                            | É Fada - O Filme                   |
| 2017 | "Lua de Cristal"                                                      | —                            | Carrossel de Esperança             |
| 2017 | "Não Para"                                                            | Delano                       | Não Para                           |
| 2018 | "Paciência"                                                           | Ferrugem                     | Prazer, Eu Sou Ferrugem (Ao Vivo)  |
| 2018 | "Cheiro Natural"                                                      | Fernando, Sorocaba, MC Kekel | O Chamado da Floresta - Ao Vivo    |
| 2018 | "Vai Embora"                                                          | Pabllo Vittar                | Não Para Não                       |
| 2020 | "Beija-Me"                                                            | —                            | Salve-se Quem Puder                |
| 2023 | "Ainda Gosto de Você / Já Era"                                        | Sorriso Maroto, Belo         | Sorriso Eu Gosto No Pagode         |
| 2023 | "Me Espera"                                                           | Sorriso Maroto, Belo         | Sorriso Eu Gosto No Pagode         |
| 2023 | "Coração Deserto / Ninguém Merece Amar Sozinho / A Primeira Namorada" | Sorriso Maroto               | Sorriso Eu Gosto No Pagode         |

## Videoclipes
Como artista principal
| Ano              | Título               | Diretor(es)                         |
| ---------------- | -------------------- | ----------------------------------- |
| 2012             | "Fala Mal de Mim"    | —                                   |
| 2014             | "Sem Querer"         | Thiago Calviño                      |
| 2014             | "Hoje"               | Rafael Kent                         |
| 2015             | "Te Ensinei Certin"  | John Woo e Rabu Gonzales            |
| 2015             | "Não Quero Mais"     | Rafael Rocha e Lucas Carneiro Neves |
| 2015             | "24 Horas Por Dia"   | Felipe Sassi                        |
| 2016             | "Bom"                | Felipe Sassi                        |
| 2016             | "Sou Eu"             | Bruno Ilogti                        |
| 2017             | "Cheguei"            | Felipe Sassi                        |
| 2017             | "Tipo Crazy"         | Santiago Salviche                   |
| 2018             | "Solta a Batida"     | Marcelo Sebá                        |
| 2018             | "Não Encosta"        | Kondzilla                           |
| 2018             | "Din Din Din"        | Thiago Calviño                      |
| 2018             | "Jogando Sujo"       | Felipe Sassi                        |
| 2018             | "Clichê"             | Os Primos                           |
| 2019             |                      | Os Primos                           |
| "Onda Diferente" | Lula Carvalho        |                                     |
| "Melhor Pra Mim" | Os Primos            |                                     |
| "Flash"          | Giovanni Bianco      |                                     |
| "Verdinha"       | João Monteiro        |                                     |
| 2020             | João Monteiro        | "Pulando na Pipoca"                 |
| 2020             | "Rainha da Favela"   | Felipe Sassi                        |
| 2021             | "Deixa de Onda"      | Fernando Moraes                     |
| 2021             | "Só Pra te Machucar" | Felipe Sassi                        |
| 2021             | "Gato Siamês"        | João Monteiro                       |
| 2021             | "Socadona"           | João Monteiro                       |

Como artista convidado
| Ano  | Título                   | Artista principal | Diretor(es)                |
| ---- | ------------------------ | ----------------- | -------------------------- |
| 2016 | "Não Me Toca"            | Zé Felipe         | Rafael Rocha e Lucas Never |
| 2016 | "Melhor Assim"           | Biel              | Felipe Sassi               |
| 2017 | "Você Gosta Assim"       | Gabily            | Thiago Calviño             |
| 2018 | "Só Vem! (Remix)"        | Thiaguinho        | —                          |
| 2019 | "Um Pôr do Sol na Praia" | Silva             | —                          |
| 2019 | "Sol das Seis"           | Leo Chaves        | Levi Vatavuk               |
| 2020 | "Sem Limites"            | WC no Beat        | Phill Mendonça             |
| 2020 | "Tua Raivinha            | Cabrera           | Tiago Silva                |